# Chevrolet Cobalt
Chevrolet Cobalt este o mașină compactă introdusă inițial de Chevrolet în 2004 pentru anul de model 2005. Cobaltul a înlocuit atât modelul Cavalier, cât și modelul Toyota, Geo Prizm / Chevrolet Prizm, ca mașină compactă a lui Chevrolet. Cobaltul a fost disponibil atât ca coupe, cât și ca sedan, și sa bazat pe platforma GM Delta, de asemenea împărtășită cu Chevrolet HHR și Saturn ION. De asemenea, a fost disponibilă o performanță ridicată, Chevrolet Cobalt SS. 
O versiune Pontiac a fost vândută în Statele Unite și Mexic sub numele G5 pentru 2007-2009. Acesta a fost vândut ca Pontiac G4 în Mexic pentru 2005-2006 și ca Pontiac G5 în Canada pentru întreaga sa alergare (unde a fost denumită pe scurt Pontiac Pursuit și mai târziu Pontiac G5 Pursuit ). În toate cazurile, G5 a înlocuit Pontiac Sunfire în legătură cu Cavalierul. În timp ce Cobaltul era disponibil ca un coupe cu 2 uși și un sedan cu 4 uși pe toate piețele la care era oferit, modelul G5 era disponibil doar ca coupe în Statele Unite, în timp ce o versiune sedan a fost vândută alături de cupa din Canada și Mexic.
La fel ca și predecesorii lor, toate Cobalt-urile și echivalentele sale Pontiac au fost fabricate la uzina GM din Ramos Arizpe, Mexic și Lordstown, Ohio. Agenția Statelor Unite pentru Protecția Mediului a clasificat Cobalt ca o mașină subcompactă. 
Se fabrică deocamdată de acuma în țările Brazilia, Uzbekistan și Columbia. Chevrolet nu a avut planuri să-o aducă pe Cobalt în Statele Unite ale Americii.